# Súper Liga
La Superliga de Colombia (chiamata per motivi di sponsorizzazione Superliga BetPlay Dimayor) è una competizione calcistica colombiana. 
Il torneo mette a confronto le squadre vincenti del Torneo Apertura e del Torneo Finalización della Categoría Primera A. La manifestazione è organizzata dalla División Mayor del Fútbol Colombiano (Dimayor) dall'anno della sua creazione (2012) e si gioca a gennaio di ogni anno. Dall'edizione 2014 sino al 2016 la squadra vincitrice del torneo ha ottenuto la qualificazione alla Copa Sudamericana.

## Formato
La manifestazione si compone di due partite (andata e ritorno) che vengono disputate delle due squadre che hanno vinto i due tornei annuali che compongono il campionato colombiano di massima divisione, nel caso in cui la stessa squadra vinca entrambi i tornei la seconda partecipante della Súper Liga è quella che ha ottenuto il maggior punteggio sommando entrambi i tornei (ad esclusione di quella che si è laureata campione). La squadra che disputa la prima partita in casa e quella delle due che ha ottenuto il minor punteggio nella classifica aggregata dei due tornei stagionali.
Il titolo viene assegnato con il seguente sistema: la squadra che vince una partita ottiene 3 punti, in caso di pareggio ciascuna squadra conquista 1 punto. Se al termine delle due gare le squadre sono a pari punti la discriminante per l'assegnazione del titolo è la differenza reti, se anche questa statistica risulta in parità si procede con i calci di rigore.

## Storia
Nel marzo 2012 l'assemblea ordinaria della DIMAYOR ha approvato la creazione del torneo, nei mesi precedenti il presidente Ramón Jesurún aveva espresso il desiderio di istituire un torneo sul modello delle Supercoppe europee che mettesse a confronto il campione nazionale con il campione della coppa nazionale; si è poi optato per un torneo che opponesse le due vincitrici dei tornei stagionali.
La prima edizione si è svolta nel luglio 2012 e vi hanno partecipato l'Atlético Nacional (Apertura) e il Junior di Barranquilla (Finalización); la gara di andata, disputata all'Estadio Metropolitano de Techo di Bogotà è terminata 3-1 per il Nacional, il ritorno giocato all'Estadio Atanasio Girardot di Medellín, ha visto la seconda vittoria del Nacional per 3-0.
La seconda edizione ha visto la partecipazione delle due principali squadre di Bogotà: l'Independiente Santa Fe (campione Apertura 2012) e i Millonarios (campione Finalización 2012). La gara di andata, disputata il 24 gennaio 2013, è terminata 2-1 per il Santa Fe che si è poi imposta anche al ritorno per 1-0, entrambe le gare si sono svolte all'Estadio Nemesio Camacho.
La terza edizione ha messo a confronto l'Atlético Nacional, campione in carica sia del Torneo Apertura che del Finalización 2013, e il Deportivo Cali che ha ottenuto la qualificazione in quanto squadra con il secondo maggior punteggio complessivo della stagione. La gara di andata si è svolta a Cali ed è stata vinta per 2-1 dai padroni di casa; il ritorno, disputato all'Estadio Atanasio Girardot di Medellín, è terminato 1-0 per l'Atlético al termine dei tempi regolamentari, in virtù del risultato complessivo di parità il titolo è stato assegnato tramite i tiri di rigore nei quali ha prevalso il Deportivo Cali per 4-3.

### Sponsor
- 2012-2015: Postobón
- 2016-2020: Águila
- 2021- : Betplay

## Albo d'oro
| Anno            | Campione                         | Finalista perdente                          | Andata | Ritorno         |
| --------------- | -------------------------------- | ------------------------------------------- | ------ | --------------- |
| 2012 (Dettagli) | Atlético Nacional (Apertura)     | Atlético Junior (Finalización)              | 3 – 1  | 3 – 0           |
| 2013 (Dettagli) | Santa Fe (Apertura)              | Millonarios (Finalización)                  | 2 – 1  | 1 – 0           |
| 2014 (Dettagli) | Deportivo Cali                   | Atlético Nacional (Apertura e Finalización) | 2 – 1  | 0 – 1 (4–3 dcr) |
| 2015 (Dettagli) | Santa Fe (Finalización)          | Atlético Nacional (Apertura)                | 1 – 2  | 2 – 0           |
| 2016 (Dettagli) | Atlético Nacional (Finalización) | Deportivo Cali (Apertura)                   | 2 – 0  | 3 – 0           |
| 2017 (Dettagli) | Santa Fe (Finalización)          | Independiente Medellín (Apertura)           | 0 – 0  | 1 – 0           |
| 2018 (Dettagli) | Millonarios (Finalización)       | Atlético Nacional (Apertura)                | 0 – 0  | 2 – 1           |
| 2019 (Dettagli) | Atlético Junior (Finalización)   | Deportes Tolima (Apertura)                  | 1 – 2  | 1 – 0 (3–0 dcr) |
| 2020 (Dettagli) | Atlético Junior (Apertura)       | América de Cali (Finalización)              | 1 – 2  | 2 – 0           |
| 2021 (Dettagli) | Santa Fe                         | América de Cali                             | 2 – 1  | 3 – 2           |
| 2022 (Dettagli) | Deportes Tolima (Apertura)       | Deportivo Cali (Finalización)               | 1 – 1  | 1 – 0           |
| 2023 (Dettagli) | Atlético Nacional (Apertura)     | Deportivo Pereira (Finalización)            | 1 – 0  | 4 – 3           |
| 2024 (Dettagli) | Millonarios (Apertura)           | Atlético Junior (Finalización)              | 0 – 1  | 2 – 0           |

## Statistiche
| Squadra                | Vittorie | 2º posto | Partecipazioni |
| ---------------------- | -------- | -------- | -------------- |
| Santa Fe               | 4        | –        | 4              |
| Atlético Nacional      | 3        | 3        | 6              |
| Atlético Junior        | 2        | 2        | 4              |
| Millonarios            | 2        | 1        | 3              |
| Deportivo Cali         | 1        | 2        | 3              |
| Deportes Tolima        | 1        | 1        | 2              |
| América de Cali        | –        | 2        | 2              |
| Independiente Medellín | –        | 1        | 1              |
| Deportivo Pereira      | –        | 1        | 1              |